# Golfo di Varlamov
Il golfo di Varlamov (in russo губа Варламова?, guba Varlamova) è un'insenatura lungo la costa settentrionale russa, nell'oblast' di Murmansk, amministrata dal circondario della città chiusa di Severomorsk. È situato nella parte sud-occidentale del mare di Barents.

## Geografia
Il golfo si apre verso nord, sulla costa orientale della più ampia baia di Kola. Ha una lunghezza di 1,9 km e una larghezza massima di 1,9 km all'ingresso. La profondità massima è di 49 m. Il limite occidentale è capo Šavor (мыс Шавор).
Vi sfociano quattro brevi corsi d'acqua; il principale da sud, poi due da ovest e uno da est.
Nella baia si trovano l'isola Bol'šoj Varlamov (остров Большой Варламов), al centro, lunga quasi 600 m e larga 250 m; la sua altezza massima è di 31 m s.l.m.;
e l'isola Malyj Varlamov (остров Малый Варламов), all'ingresso, lunga 150 m e larga 80 m;
Le coste sono costituite da colline rocciose che raggiungono i 101 m d'altezza a est. Nella parte meridionale sono invece basse e sabbiose.

## Storia
Sulle sponde di fronte alle isole si trovava il villaggio di Varlmovo. Esso ebbe il nome dalla famiglia sami "Varlamov" che qui visse nel XVI-XVII secolo e a cui apparteneva, secondo un inventario agrario del 1606, il terreno delle isole, sfruttato per la pesca al salmone.
Nel 1920, sulla sponda occidentale del golfo, si trovava la località di Verchnee Varlamovo (Верхнее Варламово); nella seconda metà degli anni '50, nella parte meridionale, nacque invece Nižnee Varlamovo (Нижнее Варламово), e nel 1958-1959, sorse il villaggio di Varlamovo (Варламово). Dal 1959, tutte queste località sono state assimilate dalla città chiusa di Severomorsk, che oggi si affaccia sulla sponda orientale del golfo.